# 愛國烈士陵
39°8′14″N 125°43′39″E / 39.13722°N 125.72750°E
愛國烈士陵（：／）是位於朝鮮民主主義人民共和國平壤市兄弟山區域的國立陵園。

## 历史
竣工於1986年。此處埋葬了為朝鮮獨立運動作出犧牲的烈士，為朝鮮軍隊、國家建設作出貢獻的幹部，以及朝鮮傑出的科學及文藝工作者。